# 一般高
一般高（日本麻將稱一盃口，另稱一色二順、一色同順）是麻將的一種胡牌組合，指的是像223344這樣含有2組相同的順子的情况。一般算一番，但香港麻雀中無此組合。

## 概要
一盃口屬於比較容易做的役，經常和平和一起出現。若同時有兩個一般高即屬二盃口，為一般高的高級形式（日本稱上位役），日本麻將算3番。在日本麻將中屬於門前役，故完全不能吃牌及碰牌，即使一般高的部分是自己摸的，別的地方有吃碰也不行；在其他地區則無此限制。
，即 。
如果碰到這樣的形式，則比較容易組成一般高。如果摸到的話，變成，聽和。如果自摸或別人打出，就能組成一般高。
像222333444這樣的3組同種同數的順子，現在的一般規則中並不能得到特別的對待，只是按一般高處理。部分規則中，則有三連刻或者一色三順這樣的古役。

## 圖例
聽：僅一般高。
和：僅平胡，和：平胡+一般高。
聽、的平胡+一般高。
聽、：一盃口+混一色。
有三副相同的順子（其中兩副會做成一般高），在一部分規則中被稱為一色三順，是3翻（副露則降為2翻）。如果這9張牌都沒有副露，則要按高點法決定算一色三順還是算三暗刻；部份規則如有三連刻（湊齊三個同樣花色、數字連續的刻子，2翻）也要考慮。若果其中一副順子副露，在沒有一色三順的規則中，是不計任何翻數的。
以日本麻將的規則而言，在此例中聽：
- 如果榮和：
  - 如有一色三順有三連刻，算平胡、一色三順、純全帶么九，合計7翻30符。（而不是三連刻+三暗刻合計4翻40符）
  - 如有一色三順無三連刻，算平和、一色三順、純全帶么九，合計7翻30符。（而不是三暗刻2翻50符）
  - 如無一色三順有三連刻，算平和、一盃口、純全帶么九，合計5翻30符。（而不是三連刻+三暗刻合計4翻50符）
  - 如無一色三順無三連刻，算平和、一盃口、純全帶么九，合計5翻30符。（而不是三暗刻2翻50符）
- 如果榮和：
  - 如有一色三順有三連刻，算三暗刻、三連刻，合計4翻50符。（而不是平和+一色三順合計4翻30符）
  - 如有一色三順無三連刻，算平胡、一色三順，合計4翻30符。（而不是三暗刻2翻50符）
  - 如無一色三順有三連刻，算三暗刻、三連刻，合計4翻50符。（而不是平和+一盃口合計2翻30符）
  - 如無一色三順無三連刻，算三暗刻2翻50符。（而不是平和+一盃口合計2翻30符）

和
這個例子是二盃口的標準牌型。因為採計二盃口就不採計一盃口，所以這裡不是一盃口。
和
這個例子也不是一盃口，因為採計大車輪。即是沒有大車輪，也是二盃口而不是一盃口。
和
這個例子也不是一盃口。這邊雖然有445566符合一盃口的形狀，但手牌不成順子，而是看成七個對子才能胡牌（七對子）。因此在此不滿足一盃口的條件。